# Emily Regan
Emily Regan (* 10. Juni 1988 in Buffalo) ist eine US-amerikanische Ruderin, sie war Weltmeisterin 2013, 2015 sowie 2018 und Olympiasiegerin 2016 im Achter.  
Regan begann 2006 an der Michigan State University mit dem Rudersport. Bei den U23-Weltmeisterschaften 2010 gewann sie mit dem Achter den Titel. 2011 trat sie bei den Weltmeisterschaften in Bled im Vierer ohne Steuerfrau an, das Boot siegte in der Besetzung Sarah Zelenka, Kara Kohler, Emily Regan und Sara Hendershot. 
2013 gewann Regan mit dem Achter sowohl beim Weltcup-Finale in Luzern als auch bei den Weltmeisterschaften in Chungju. Bei den Weltmeisterschaften 2014 in Amsterdam ruderte sie wieder im Vierer ohne, der mit Zsuzsanna Francia, Emily Regan, Tessa Gobbo und Adrienne Martelli die Silbermedaille hinter dem neuseeländischen Vierer gewann. 2015 gewann Emily Regan mit dem Vierer und mit dem Achter beim Weltcup in Varese. Bei den Weltmeisterschaften 2015 auf dem Lac d’Aiguebelette setzte der Achter seine seit 2006 andauernde Siegesserie bei Weltmeisterschaften und Olympischen Spielen fort und gewann den Titel vor den Booten aus Neuseeland und aus Kanada. Im Jahr darauf siegte der Achter auch bei den Olympischen Spielen 2016.
2017 belegte Regan mit dem US-Achter den vierten Platz bei den Weltmeisterschaften vor heimischem Publikum in Sarasota. 2018 gewann sie bei den Weltmeisterschaften in Plowdiw den Titel. 2019 belegte der Achter aus den Vereinigten Staaten den dritten Platz bei den Weltmeisterschaften in Linz hinter den Booten aus Neuseeland und aus Australien.